# Psychrolutes marcidus
Psychrolutes marcidus (лат.), также известная как рыба-капля — глубоководная донная морская рыба семейства психролютовые, которую часто называют одной из самых причудливых океанских глубоководных рыб на планете. Распространена в прибрежных водах Австралии. Предположительно обитает на глубинах 600—1200 м у побережья Австралии и Тасмании, где её в последнее время стали всё чаще доставать на поверхность рыбаки.

## Особенности внешнего вида и образа жизни
Впервые выловлена рыбаками Тасмании в 1926 году, но детальнее изучить вид удалось только во второй половине XX века.
Обычно длина рыбы не превышает 30 см, а масса тела порядка 2 кг. На передней части головы находится отросток, похожий на нос, по бокам от которого располагаются два глаза. Межорбитальное пространство шире, чем диаметр глаза.
Одной из основных особенностей рыбы является отсутствие плавательного пузыря, так как на больших глубинах, где давление в десятки раз больше, чем у поверхности, плавательный пузырь не работает. Так, на глубине 800 м давление в 80 раз превышает давление на уровне моря. Поэтому любой газ будет сжат настолько, что плавательный пузырь не будет служить так, как это происходит у рыб, которые обитают на меньшей глубине. Чтобы оставаться на плаву, рыба представляет собой студенистую массу с плотностью немного меньшей, чем у воды. Это позволяет рыбе плавать безо всяких затрат энергии. У рыбы отсутствует развитая мускулатура, однако она медленно плавает, разинув пасть, или сидит на одном месте в ожидании проплывающей мимо добычи и заглатывает мелких беспозвоночных. Особенностью рыбы является тот факт, что отложив икринки, она сидит на них до тех пор, пока потомство не выйдет из них. Забота о потомстве продолжается и после выхода потомства из икринок.
Вид изучен плохо. Жители азиатских стран считают мясо этой рыбы деликатесом, европейцы же к подобному кулинарному изыску относятся холодно. Находится под угрозой исчезновения из-за расширения глубоководного рыбного промысла, так как она всё чаще попадается в сети вместе с крабами и омарами. Предполагается, что ей угрожает глубинное траление (буксировка особой рыболовной сети — трала — вдоль морского дна, выполняемое в поисках омаров). Существуют места, где траление запрещено — но это делается для сохранения кораллов, а не рыбы. Популяции вида восстанавливаются медленно. Для удвоения численности популяции требуется от 4,5 до 14 лет.
Строение передней части головы оставляет впечатление, что рыба постоянно хмурится и имеет несчастное «выражение лица», из-за чего рыба занимает первое место в рейтингах самых странных существ в опросах, проводимых в Интернете, благодаря чему раздаётся всё больше голосов в пользу решительных мер для её сохранения.

## В культуре
Из-за своего необычного внешнего вида рыба стала популярной шуткой и источником для многих пародий. Кроме того, встречается в нескольких художественных произведениях. Например, появляется в фильме «Люди в чёрном 3», эпизоде «Секретных материалов» «Rm9sbG93ZXJz», «Монах и бес» и мультсериале «Доктор пси».